# E14 (Maleisië)

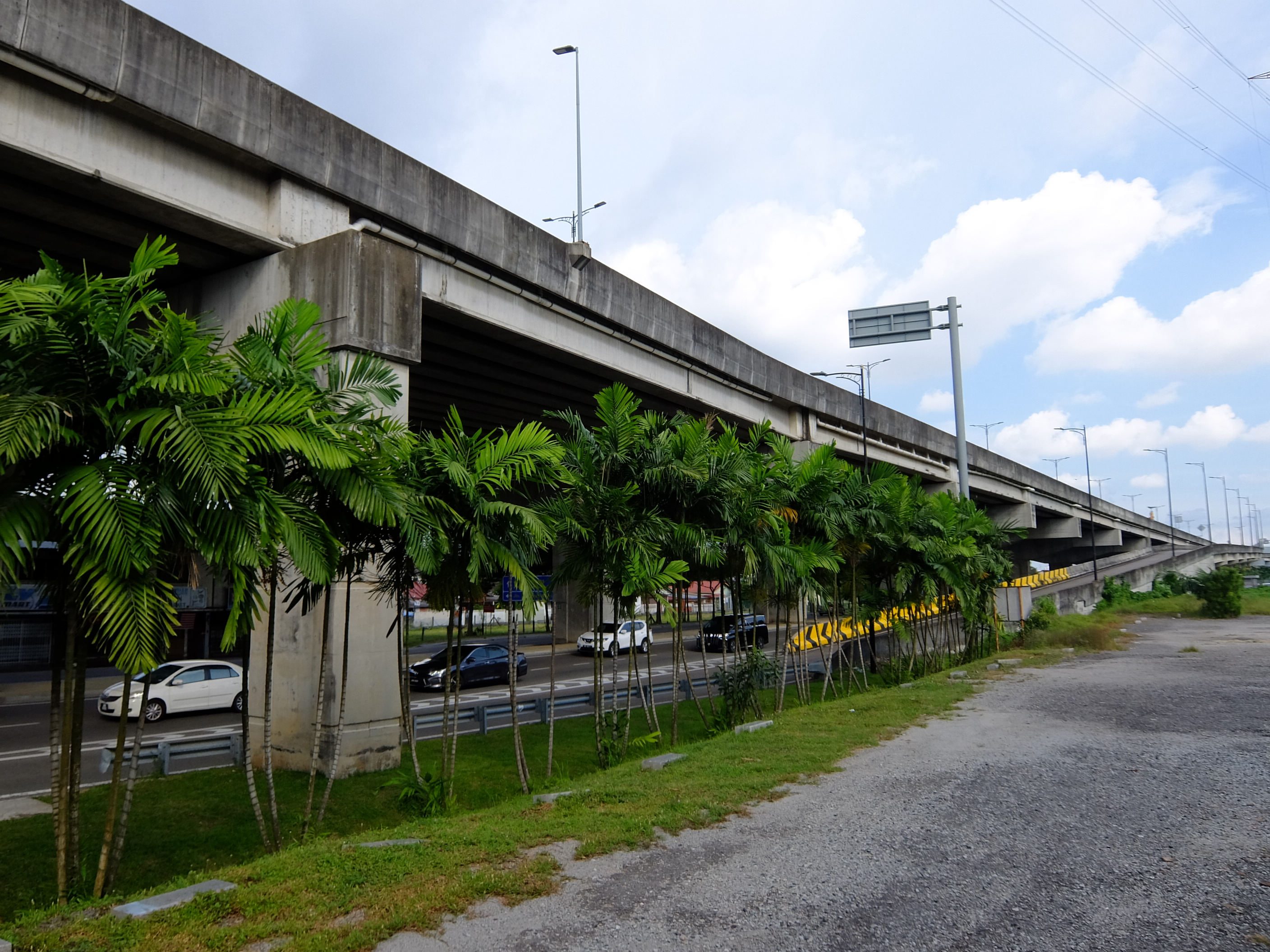
De E14

De E14 of Lebuhraya Penyebaran Timur Johor Bahru (Johor Bahru Eastern Dispersal Link Expressway) is een autosnelweg in Maleisië. De snelweg is 8,1 kilometer lang en vormt een ringweg om Johor Bahru. De E14 werd afgewerkt in 2012.
E1 ·
E2 ·
E3 ·
E4 ·
E5 ·
E6 ·
E7 ·
E8 ·
E9 ·
E10 ·
E11 ·
E12 ·
E13 ·
E14 ·
E15 ·
E16 ·
E17 ·
E18 ·
E19 ·
E20 ·
E21 ·
E22 ·
E23 ·
E24 ·
E25 ·
E26 ·
E27 ·
E28 ·
E29 ·
E30 ·
E31 ·
E32 ·
E33 ·
E35 ·
E36 ·
E37 ·
E38 ·
E39 ·